# 제마 메르나
제마 메르나(Gemma Merna, 1984년 2월 6일~)는 잉글랜드의 배우, 모델이다. 연속극 《홀리오크》의 카멜 맥퀸 역으로 이름을 알렸다.

## 출연 작품
- 홀리오크 (1995)